# Вержбілович Олександр Валеріанович
Олександр Валеріанович Вержбілович (8 січня 1849, Санкт-Петербург — 15 березня 1911, там само) — російський віолончеліст.
Закінчив Санкт-Петербурзьку консерваторію (1871), учень Карла Давидова. З 1877 р. працював в оркестрі Італійської опери в Петербурзі. В 1882–1885 роках — в оркестрі Маріїнського театру. Концертував як соліст та у складі камерних ансамблів: тріо з Олександром Михаловська та Станіславом Барцевічем, тріо з Анною Єсиповою та Леопольдом Ауером, квартету Санкт-Петербурзького відділення Російського музичного товариства з Ауером, Іваном Піккелем та Єронімом Вейкманом.
З 1887 р. викладав у Санкт-Петербурзькій консерваторії, з 1890 р. — професор. Серед учнів Вержбіловича — Дмитро Бзуль, Семен Козолуп, Євген Вольф-Ізраель, Леопольд Ростропович.